# Lowellova observatoř
Lowellova observatoř (Lowell Observatory) je astronomická observatoř nacházející se ve Flagstaffu v Arizoně (USA). Byla založena v roce 1894 a zabývá se hlavně astrometrií, fotovoltaickou fotometrií hvězd a studiem planet. Patří k ní dvě nedaleké stanice Anderson Mesa a Flagstaff Station.

## Vybavení
- 61 cm reflektor
- 61 cm refraktor (od roku 1896).

Další přístroje jsou umístěny na stanici Anderson Mesa, vybudované 19 km jihovýchodně od observatoře:
- 107 cm Ritcheyho-Chrétien reflektor,
- 107 cm Clarkův reflektor (od roku 1909),
- 79 cm reflektor
- 33 cm astrograf, pomocí kterého bylo objeveno Pluto (přemístěn z Lowell Observatory roku 1971).
- 183 cm reflektor z Perkins Observatory (od roku 1965).

Na stanici Flagstaff Station, vzdálené 8 km od Lowellovy observatoře, má United States Naval Observatory umístěný 155 cm astrometrický reflektor (od roku 1964) a 102 cm a 61 cm reflektory (od roku 1971). Od roku 1965 působí při Lowell Observatory Planetary Research Center, které koordinuje mezinárodní fotografický výzkum planet a má největší sbírku fotografií planet. Na výzkum planet se používá i 25,9 m radioteleskop pracující v centimetrových vlnách.